# Gouvernement Shinawatra
Thaïlande
59e cabinet
(Aphisit Wetchachiwa) De facto :
Conseil national pour la paix et le maintien de l'ordre
De jure :
61e cabinet
(Prayut Chan-o-cha)
Le gouvernement Yingluck Shinawatra (en thaï : คณะรัฐมนตรียิ่งลักษณ์ ชินวัตร ; RTGS : Khana Ratmontri Yinglaksa) est le 60e gouvernement de Thaïlande (thaï : คณะรัฐมนตรีไทย คณะที่ 60 ; RTGS : Khana Ratmontri Thai Khana Thi 60), dirigé par la femme d'affaires Yingluck Shinawatra entre le 5 août 2011 et le 22 mai 2014.
La première ministre succède à Aphisit Wetchachiwa, premier ministre de 2008 à 2011. Le gouvernement est formé à la suite des élections législatives du 3 juillet 2011, remportées majoritairement par le parti Pheu Thai.

## Composition du gouvernement

### Composition initiale (9 juillet 2011)[1]

#### Première ministre
- Première ministre : Yingluck Shinawatra

##### Ministres auprès du Cabinet de la Première ministre
- Surawit Khonsomboon
- Krishna Sihalak

#### Vice-Premiers ministres avec portefeuille supplémentaire
- Vice-Premier ministre, ministre de l'Intérieur : Yongyuth Wichaidit
- Vice-Premier ministre, ministre du Commerce : Kitthirat na Ranong
- Vice-Premier ministre, ministre du Tourisme et des Sports : Chumphon Silpa-archa

#### Vice-Premiers ministres sans portefeuille supplémentaire
- Chalerm Yoobumrung
- Kowit Watthana

#### Ministres
- Ministre de la Défense : Yuthasak Sasiprapha
- Ministre des Finances : Teerachai Phuwanatnaranuban
- Ministre des Affaires étrangères : Surapong Tovichakchaikul
- Ministre du Développement social et de la Sécurité humaine : Santi Prompat
- Ministre de l'Agriculture et des Coopératives : Tira Wongsamut
- Ministre des Transports : Sukhumpol Suwanatat
- Ministre des Ressources naturelles et de l'Environnement : Preecha Rengsomboonsuk
- Ministre de l'Information et de la Communication technologique : Anudith Nakornthap
- Ministre de l'Énergie : Pichai Naripthaphan
- Ministre de la Justice : Pracha Phromnok
- Ministre du Travail : Phadermchai Sasomsap
- Ministre de la Culture : Sukumol Khunpluem
- Ministre des Sciences et de la Technologie : Plodprasop Surasawadi
- Ministre de l'Éducation : Worawat Euapinyakul
- Ministre de la Santé publique : Witthaya Buranasiri
- Ministre de l'Industrie : Wannarat Channukul

##### Vice-ministres
- Vice-ministres des Finances : Boonsong Teriyapirom, Wirun Techapaiboon
- Vice-ministre de l'Agriculture et des Coopératives : Pornsak Charoenprasert
- Vice-ministres des Transports : Chat Kuldilok, Kitthisak Hatthasongkroh
- Vice-ministre du Commerce : Siriwat Kajornprasart
- Vice-ministres de l'Intérieur : Chuchart Harnsawat, Thanit Thienthong
- Vice-ministres de l'Éducation : Surapong Ungampornwilai, Boonruen Sritharet
- Vice-ministre de la Santé publique : Torpong Chaisan

### 1erremaniement (18 janvier 2012)[2]
Démission :
- Kowit Wattana, vice-Premier ministre ;
- Krishna Sihalak, ministre auprès du Cabinet de la Première ministre ;
- Teerachai Phuwanatnaranuban, ministre des Finances ;
- Pornsak Charoenprasert, vice-ministre de l'Agriculture et des Coopératives ;
- Kitthisak Hatthasongkroh, vice-ministre des Transports ;
- Pichai Naripthaphan, ministre de l'Énergie ;
- Boonruet Sritharet et Surapong Ungampronwilai, vice-ministres de l'Éducation ;
- Torpong Chaisan, vice-ministre de la Santé publique ;
- Wannarat Channukul, ministre de l'Industrie.

Changement d'affectation :
- Yuthasak Sasiprapha, ministre de la Défense, devient vice-Premier ministre ;
- Worawat Euapinyakul, ministre de l'Éducation, devient ministre auprès du Cabinet de la Première ministre ;
- Sukhumpol Suwanatat, ministre des Transports, devient ministre de la Défense ;
- Kitthirat na Ranong, vice-Premier ministre et ministre du Commerce, devient ministre des Finances ;
- Boonsong Teriyapirom, vice-ministre des Finances, devient ministre du Commerce ;
- Surawit Konsomboon, ministre auprès du Cabinet de la Première ministre, devient vice-ministre de la Santé publique.

Entrée au gouvernement :
- Nalinee Thaweesin, ministre auprès du Cabinet de la Première ministre ;
- Niwatthamrong Boonsongpaisan, ministre auprès du Cabinet de la Première ministre ;
- Thanusak Lek-uthai, vice-ministre des Finances ;
- Natthawut Saikeua, vice-ministre de l'Agriculture et des Coopératives ;
- Jarupong Ruangsuwan, ministre des Transports ;
- Chadchart Sittipunt, vice-ministre des Transports ;
- Arak Chontarnon, ministre de l'Énergie ;
- Suchart Thadathamrongvej, ministre de l'Éducation ;
- Sakda Kongpetch, vice-ministre de l'Éducation ;
- Pongsawat Sawatdiwat, ministre de l'Industrie.

### 2dremaniement (28 octobre 2012)[3],[4]
Démission :
- Yuthasak Sasiprapha, vice-Premier ministre ;
- Nalinee Thavisin, ministre auprès du Cabinet de la Première ministre ;
- Wirun Techapaiboon, vice-ministre des Finances ;
- Arak Chontarnon, ministre de l'Énergie ;
- Chuchart Harnsawat et Thanit Thienthong, vice-ministres de l'Intérieur ;
- Sukumol Khunpluem, ministre de la Culture ;
- Suchart Thadathamrongvej, ministre de l'Éducation ;
- Sakda Kongpetch, vice-ministre de l'Éducation ;
- Witthaya Buranasiri, ministre de la Santé publique ;
- Surawit Konsomboon, vice-ministre de la Santé publique ;
- Pongsawat Sawatdiwat, ministre de l'Industrie.

Changement d'affectation :
- Plodprasop Surasawadi, ministre des Sciences et de la Technologie, devient vice-Premier ministre ;
- Siriwat Kajornprasart, vice-ministre du Commerce, devient vice-ministre de l'Agriculture et des Coopératives ;
- Chadchart Sittipunt, vice-ministre des Transports, devient ministre des Transports ;
- Natthawut Saikeua, vice-ministre de l'Agriculture et des Coopératives, devient vice-ministre du Commerce ;
- Jarupong Ruangsuwan, ministre des Transports, devient ministre de l'Intérieur ;
- Chat Kuldilok, vice-ministre des Transports, devient vice-ministre de l'Intérieur ;
- Worawat Euapinyakul, ministre auprès du Cabinet de la Première ministre, devient ministre des Sciences et de la Technologie.

Ajout d'attribution :
- Surapong Tovichakchaikul, ministre des Affaires étrangères, se voit attribuer un portefeuille supplémentaire de vice-Premier ministre.

Entrée au gouvernement :
- Pongthep Thepkanjana, vice-Premier ministre et ministre de l'Éducation ;
- Warathep Ratanakorn, ministre auprès du Cabinet de la Première ministre ;
- Sansanee Nakpong, ministre auprès du Cabinet de la Première ministre ;
- Yukhol Limlaemthong, ministre de l'Agriculture et des Coopératives ;
- Yuthaphong Jaratsathien, vice-ministre de l'Agriculture et des Coopératives ;
- Prasert Jantaruangthong, vice-ministre des Transports ;
- Prin Suwanatat, vice-ministre des Transports ;
- Pongsak Raktapongpaisan, ministre de l'Énergie ;
- Pracha Prasopdee, vice-ministre de l'Intérieur ;
- Sonthaya Khunpluem, ministre de la Culture ;
- Sermsak Pongpanich, vice-ministre de l'Éducation ;
- Pradit Sinthavanarong, ministre de la Santé publique ;
- Chonlanan Srikaew, vice-ministre de la Santé publique ;
- Prasert Bunchaisuk, ministre de l'Industrie.

### Ajustement du 2 avril 2013[5]
Ajout d'attribution :
- Yukhol Limlaemthong, ministre de l'Agriculture et des Coopératives, se voit attribuer un portefeuille supplémentaire de vice-Premier ministre.

Entrée au gouvernement :
- Somsak Phurisisak, ministre du Tourisme et des Sports.

### 3eremaniement (30 juin 2013)[6]
Démission :
- Sansanee Nakpong, ministre auprès du Cabinet de la Première ministre ;
- Sukhumpol Suwanatat, ministre de la Défense ;
- Yuthapong Jaratsathien, vice-ministre de l'Agriculture et des Coopératives ;
- Prasert Jantaruangthong, vice-ministre des Transports ;
- Preecha Rengsomboonsuk, ministre des Ressources naturelles et de l'Environnement ;
- Boonsong Teriyapirom, ministre du Commerce ;
- Chat Kuldilok, vice-ministre de l'Intérieur ;
- Phadermchai Sasomsap, ministre du Travail ;
- Worawat Euapinyakul, ministre des Sciences et de la Technologie ;
- Chonlanan Srikaew, vice-ministre de la Santé publique.

Changement d'affectation :
- Pracha Phromnok, ministre de la Justice, devient vice-Premier ministre ;
- Niwatthamrong Boonsongpaisan, ministre auprès du Cabinet de la Première ministre, devient vice-Premier ministre et ministre du Commerce ;
- Santi Prompat, ministre du Développement social et de la Sécurité humaine, devient ministre auprès du Cabinet de la Première ministre ;
- Chalerm Yoobumrung, vice-Premier ministre, devient ministre du Travail.

- Pongthep Thepkanjana se voit retirer son portefeuille de ministre de l'Éducation mais reste vice-Premier ministre ;
- Warathep Ratanakorn, ministre auprès du Cabinet de la Première ministre, devient vice-ministre de l'Agriculture et des Coopératives.

Ajout d'attribution :
- Yingluck Shinawatra, Première ministre, se voit attribuer un portefeuille supplémentaire de ministre de la Défense.

Entrée au gouvernement :
- Yuthasak Sasiprapha, vice-ministre de la Défense ;
- Benja Luicharoen, vice-ministre des Finances ;
- Paweena Hongsakul, ministre du Développement social et de la Sécurité humaine ;
- Phong Chewanan, vice-ministre des Transports ;
- Wichet Kasermthongsri, ministre des Ressources naturelles et de l'Envrionnement ;
- Yanyong Phuangrat, vice-ministre du Commerce ;
- Wisarn Techathirawat, vice-ministre de l'Intérieur ;
- Chaikasem Nitisiri, ministre de la Justice ;
- Phiraphan Palusuk, ministre des Sciences et de la Technologie ;
- Chaturon Chaisang, ministre de l'Éducation ;
- Sorawong Thienthong, vice-ministre de la Santé publique.

## Fin du gouvernement
Le 9 décembre 2013, la Première ministre annonce la dissolution de la Chambre des représentants et convoque des élections anticipées qui se tiendront le 2 février 2014,. Par cette annonce se traduit ainsi la fin de son gouvernement. Ces décisions font suite aux nombreuses protestations contre le gouvernement en place, débutées deux mois auparavant.
Les élections anticipées se tiennent dans de très mauvaises conditions et sont ainsi invalidées par la Cour constitutionnelle le 21 mars,.
Le 7 mai 2014, Yingluck Shinawatra, ainsi que neuf de ses ministres, sont destitués par la Cour constitutionnelle. Niwatthamrong Boonsongpaisan, vice-Premier ministre et ministre du Commerce, est nommé Premier ministre par intérim.
Le coup d'État militaire du 22 mai 2014 met officiellement fin au gouvernement. Le Conseil national pour la paix et le maintien de l'ordre, dirigé par le lieutenant-général Prayut Chan-o-cha, renverse le gouvernement provisoire de Boonsongpaisan, avec les ministres restants du gouvernement Shinawatra.